# Augsburg Hauptbahnhof
Der Hauptbahnhof Augsburg ist der zentrale Knotenbahnhof für den Großraum Augsburg und Bayerisch-Schwaben. Täglich verkehren hier über 50.000 Personen und etwa 1.000 Züge im Fern-, Regional- und Güterverkehr. Er verfügt über das älteste noch im Betrieb befindliche Empfangsgebäude einer deutschen Großstadt (1845 erbaut). Es gibt elf Hauptgleise, über 450 Weichen und mehr als 250 Signale.
Seit Dezember 2023 ist der Bahnhof dank neuer Verteilerebene mit Aufzügen und Rolltreppen barrierefrei.

## Geschichte

### Vorgängerbau an anderer Stelle
Der erste Augsburger Bahnhof wurde 1838 an anderer Stelle, nahe dem Roten Tor an der Baumgartnerstraße, von der München-Augsburger Eisenbahn-Gesellschaft erbaut. Die ab 1838 angelegte Bahnstrecke München–Augsburg ging 1840 in Betrieb.
Mit dem Ausbau der Ludwig-Süd-Nord-Bahn wurde in den Folgejahren der Abschnitt Augsburg–Nördlingen geschaffen und an diesem zunächst 1844 der Bahnhof Oberhausen, dann 1845 am Rosenauberg der heutige Augsburger Hauptbahnhof eröffnet, der den Bahnhof an der Baumgartnerstraße ersetzte. Dessen Bahnhofshalle dient seit 1920 als Depot der Augsburger Straßenbahn. Der Bahnhof in Oberhausen wurde nach dem Bau des neuen Augsburger Hauptbahnhofs wieder aufgegeben und erst später neu erbaut.

### Weitere Bahnstrecken
1847 wurde mit dem weiteren Ausbau der Ludwig-Süd-Nord-Bahn auch die Bahnstrecke Augsburg–Buchloe eröffnet. Damit hatte Augsburg nun Bahnverbindungen nach Osten, Norden und Süden. Schließlich kam im Jahr 1854 mit der Bayerischen Maximiliansbahn auch eine Verbindung von Augsburg nach Westen (Bahnstrecke Augsburg–Ulm) hinzu.

### Empfangsgebäude

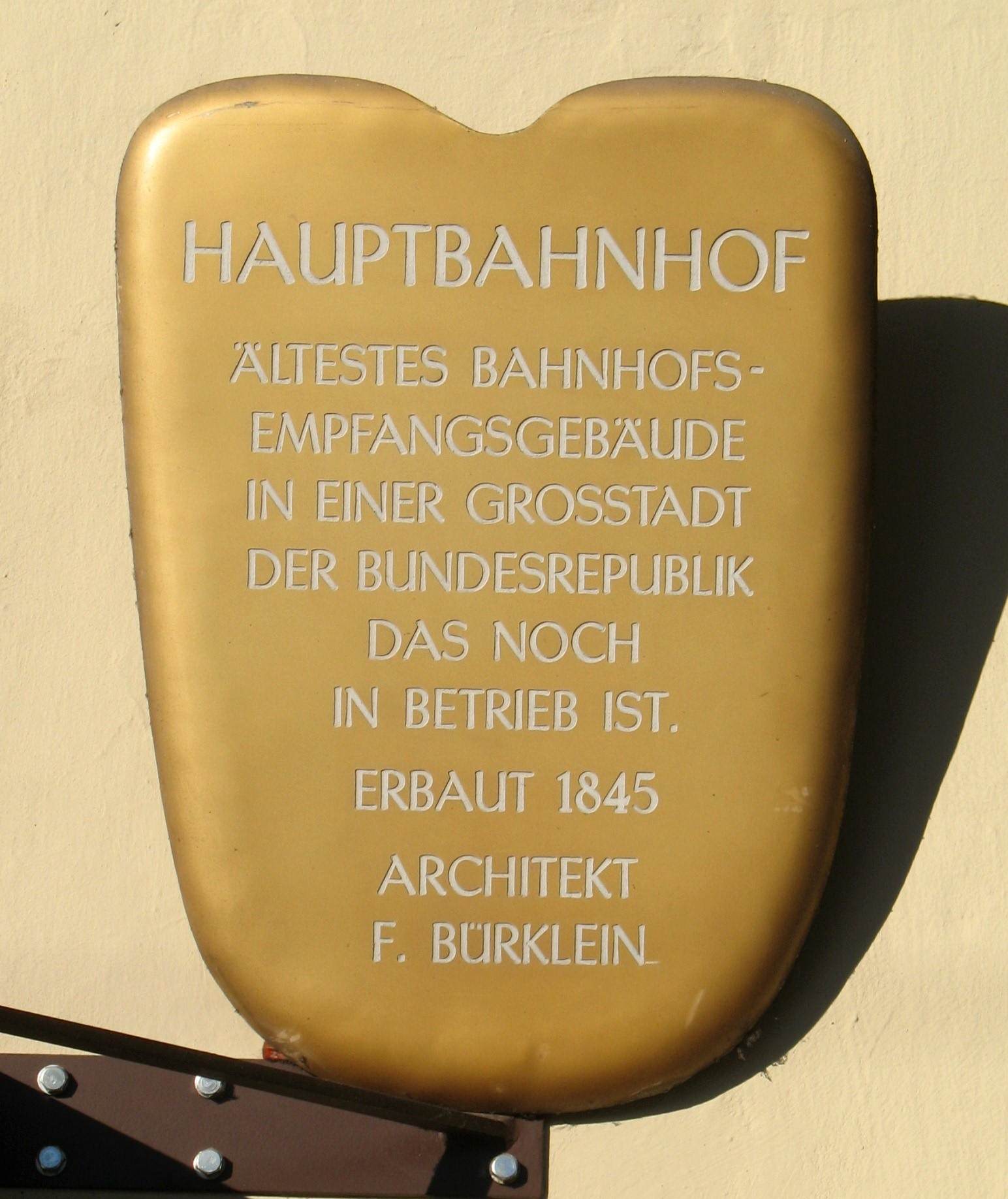
Die Tafel über dem Eingang unterschlägt, dass der erbauende Architekt von 1845 Eduard Rüber war; Friedrich Bürklein nahm lediglich 1869–1871 einen stilistischen Umbau des bestehenden Gebäudes vor.

Das Empfangsgebäude wurde von 1843 bis 1846 nach einem Entwurf des Architekten Eduard Rüber erbaut, von dem auch die Bahnhöfe in Nürnberg, Bamberg, Kaufbeuren und Lindau stammen. Es ist damit das „älteste Bahnhofs-Empfangsgebäude in einer Großstadt der Bundesrepublik, das noch in Betrieb ist“ (Inschrift einer Tafel über dem Eingang). Bereits 1852 gab es erste Erweiterungen und im Jahr 1856 wurde der Mittelbau aufgestockt. Schließlich baute der Architekt Friedrich Bürklein von 1869 bis 1871 das Gebäude im Stil des romantischen Spätklassizismus um und erzielte damit einen geschlossenen Gesamteindruck.

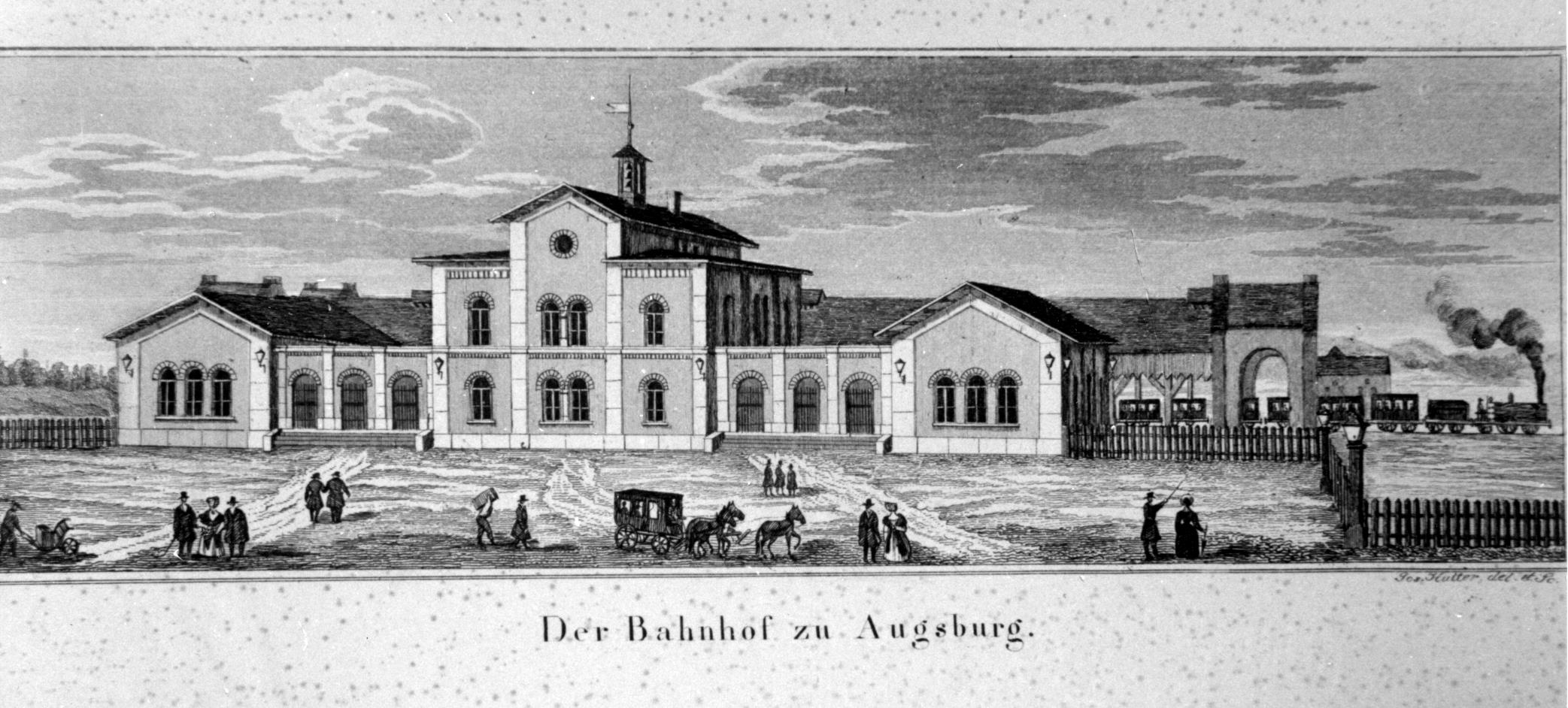
Ein Bild vom Empfangsgebäude des Bahnhofs Augsburg am Rosenauberg im Jahr 1846; ein Zug verlässt gerade den Bahnhof in Richtung Norden.

Ursprünglich war der Augsburger Bahnhof als zweifarbiger Blankziegelbau ausgeführt, so wie die meisten Repräsentativgebäude königlich-bayerischer „Staatsarchitektur“ des 19. Jahrhunderts (Kasernen-, Bahnhofs- und Postgebäude). In der Zeit des Nationalsozialismus wurde die durch Witterungseinflüsse schadhaft gewordene Fassade verputzt und blieb es bis heute. In den 1950er Jahren wurden die reich verzierten gusseisernen Stützsäulen des Vordachs durch schlichte Eisensäulen ersetzt.
Eine umfangreiche Renovierung und Modernisierung erfuhr das Empfangsgebäude in den Jahren 1983/84 im Vorgriff auf das Stadtjubiläum „2000 Jahre Augsburg“ 1985. Unter anderem wurden die Gusssäulen sowie die zentrale Telegrafen-Dachlaterne nach historischem Vorbild rekonstruiert. Bis 2007 wurde vor allem der Gastronomiebereich um- und ausgebaut sowie in der Haupthalle eine neue digitale Anzeigetafel installiert. 2011/2012 wurde der Südflügel renoviert, der Wartebereich und der Gastronomiebereich weiter vergrößert.

### Stellwerk
Das Stellwerk mit der Bezeichnung Af ist ein Relaisstellwerk von der Bauform Sp Dr S 60 und wurde 1972 zu den Olympischen Spielen in München für 40 Mio. DM erbaut.

### Mobilitätsdrehscheibe Hauptbahnhof
Unter dem Projekt „Mobilitätsdrehscheibe Augsburg“ sind mehrere bauliche Maßnahmen zusammengefasst, die sowohl das Gebäude an sich als auch das direkte Umfeld des Bahnhofs erheblich modernisieren und ausbauen sollen. Bis Ende 2009 wurde der Eingangsbereich vergrößert und bereits Zugänge zum künftigen Straßenbahntunnel vorgesehen. Im Dezember 2011 wurde der Planfeststellungsbeschluss für den Umbau des Hauptbahnhofs erlassen, so dass die vorbereitenden Arbeiten im Jahr 2012 beginnen konnten. Am 4. August 2012 begannen Umbauarbeiten des Hauptbahnhofes, die bis 2019 dauern sollten. Im Herbst 2014 wurde eine Verschiebung der Fertigstellung von 2019 auf 2022 bekannt.

#### Barrierefreier Ausbau des Bahnhofs
Der Augsburger Hauptbahnhof war lange Zeit für Gehbehinderte fast komplett unzugänglich. Es gibt bisher weder Rolltreppen noch Aufzüge in der Bahnhofshalle oder auf die Bahnsteige. Die Bahnhofshalle ist zwar durch eine Rampe für Rollstuhlfahrer im Prinzip zu erreichen, sämtliche Bahnsteige mit Ausnahme des Bahnsteigs A von Gleis 1 waren bis 2016 lediglich durch einen Tunnel zu betreten, zu dem nur Treppen führen.
Der Bahnhof soll aufgrund seiner gewachsenen Bedeutung mit Aufzügen und Rolltreppen barrierefrei ausgebaut werden. Als vorläufige Maßnahme wurde im Oktober 2016 ein ehemaliger Posttunnel für den Fußgängerverkehr freigegeben, von dem aus Rampen zu allen Bahnsteigen führen. Dadurch verbesserte sich die barrierefreie Zugänglichkeit bis zur geplanten Fertigstellung des Gesamtumbaus im Jahre 2023. Der Planfeststellungsbeschluss wurde am 19. August 2016 erlassen.
Am 8. Dezember 2023 wurde die neue barrierefreie Verteilerebene, ein neuer Fußgängertunnel, zum Sebastian-Buchegger-Platz, sowie die erneuerte Empfangshalle barrierefrei eröffnet.

#### Erweiterung der Bahnsteige
Der Bahnhof besaß neben den regulären Gleisen 1 bis 9 vier weitere „Zwischengleise“ (101, 501, 801 und 901 benannt), die an den Enden der Bahnsteige von Gleis 1, 5 bzw. 8 und 9 zu finden sind. Für eine Ausweitung des Regio-Schienen-Taktes Augsburg waren die Kapazitäten der heute vorhandenen Bahnsteige endgültig überschritten, unter anderem, weil die Gleise 5 und 7 zentral im Bahnhof zukünftig ausschließlich für Güterverkehrsdurchfahrten reserviert werden sollen. Deshalb wird ein sechster Bahnsteig dieses Problem beseitigen. Dieser neue Bahnsteig ist außerdem für die Verwirklichung der Umbaumaßnahmen erforderlich.
Die Regierung von Schwaben hat auf Antrag des Eisenbahn-Bundesamtes im März 2013 ein Anhörungsverfahren zum Neubau eines zusätzlichen Bahnsteigs im Hauptbahnhof in Augsburg eingeleitet. Konkret umfasst die Baumaßnahme neben dem Neubau eines zusätzlichen Bahnsteigs im Hauptbahnhof Augsburg auch den Bau einer Zugbildungsanlage. Des Weiteren gehört die Durchführung der erforderlichen Spurplanänderung im Zu- und Ablauf zu den Bahnsteigen, die Anpassung der Oberleitungen, der Gleisfeldbeleuchtung, der Telekommunikations- sowie der Leit- und Sicherungstechnik im jeweils betroffenen Gleisfeldbereich, den Neubau eines Abstellgleises am Haltepunkt Inningen und die Blockverdichtung in Bobingen zu den Umbaumaßnahmen.
Der Planfeststellungsbeschluss wurde am 7. Januar 2015 erlassen. Mit Fahrplanwechsel am 9. Dezember 2018 wurde der neue Bahnsteig mit den Bahnsteiggleisen 10 und 12 in Betrieb genommen. Der neue Bahnsteig hat eine Länge von 340 Meter, dank neuer Signaltechnik können an einer Bahnsteigkante von beiden Seiten gleichzeitig Züge einfahren.

#### Bau einer unterirdischen Straßenbahnhaltestelle
Zeitgleich mit dem Umbau des Tunnels unter den Gleiskörpern, von dem aus die Bahnsteige betreten werden, soll ein weiterer Tunnel eine Ebene tiefer in offener Bauweise errichtet werden, in dem sich dann eine Straßenbahnhaltestelle befindet. Der Zugang soll durch Treppen und Aufzüge erfolgen, die auch zu den Bahnsteigen führen. Zunächst wird hier bis zum Ende des Jahres 2021 eine Ebene unterhalb der Bahnsteige die tunnelartige Fußgängerunterführung errichtet und die Oberfläche wieder hergestellt. Wenn diese fertiggestellt ist, wird eine weitere Ebene unterhalb der Fußgängerunterführung die unterirdische Haltestelle errichtet sowie Gleise sowie Oberleitungen eingebaut. Inbetriebnahme sollte eigentlich im August 2023 sein. Doch durch verschiedene Verzögerungen verschiebt sich die Inbetriebnahme bis frühestens Dezember 2026. Ob bereits zu diesem Termin die Linie 6 über den westlichen Gleisanschluss aus dem Tunnel heraus fahren kann, wird sich zeigen.

Im Nahverkehrsplan fixiertes Zielnetz des „Regio-Schienen-Takt Augsburg“

#### Einführung eines S-Bahn-ähnlichen Regionalverkehrs
Um das Augsburger Umland besser an sein Oberzentrum anzubinden, wird mit dem Regio-Schienen-Takt Augsburg ein S-Bahn-ähnlicher Verkehr aufgebaut, der allerdings erst in ferner Zukunft vollständig sein wird. Als Vorläuferverkehr dazu ist die teilweise Einführung eines verdichteten Taktfahrplans im Bahnnahverkehr des Großraums Augsburg zu sehen. Der Regio-Schienen-Takt wurde seit 2007 stufenweise auf den einzelnen Bahnstrecken eingeführt. Dabei werden die Nachbarstädte (vor allem Mering, Friedberg (b Augsburg), Meitingen, Bobingen und Gessertshausen) und alle Bahnhöfe im Stadtgebiet zu den Hauptverkehrszeiten und teilweise darüber hinaus im 15-Minuten-Takt bedient.

#### Maßnahmen im Bahnhofsumfeld
Im direkten Umfeld des Bahnhofs sind ebenfalls Umbaumaßnahmen in Planung: Der Bahnhofsvorplatz Ost, der einen ständig überfüllten Parkplatz sowie einen Busbahnhof für Regionalbusse des Augsburger Verkehrsverbundes beherbergte, soll durch bauliche Maßnahmen verschönert und modernisiert werden. Vor dem Empfangsgebäude des Hauptbahnhofs soll eine großzügige Platzfläche entstehen, die den Fußgängern vorbehalten ist. Künftig ist geplant, den Platz neu mit hellem Steinbelag zu pflastern und den Großteil für Fußgänger zu reservieren. An den Rändern sollen 34 Kurzzeitparkplätze für Kraftfahrzeuge und 650 Abstellplätze für Fahrräder liegen. 
Taxistände und Regionalbusterminal sollten ursprünglich bis zum Jahr 2023 an der südlichen Fußgängerunterführung nahe dem Stellwerk liegen, wo alte Lagerhallen abgerissen wurden. Die Fertigstellung verzögert sich aber auf unbestimmte Zeit.
Auf der Südseite des Bahnhofs befanden sich bis zum Abriss im Juli 2013 etliche leerstehende Hallen und Gebäude. Hier entsteht ein neues Stadtviertel mit Wohn- und Bürogebäuden. Pläne für eine Multifunktionsarena an dieser Stelle, unter anderem für die Heimspiele des DEL-Eishockeyvereines Augsburger Panther, wurden verworfen.
Für die unterirdische Straßenbahnhaltestelle wurde auf der Ostseite in der Halderstraße ein Rampenbauwerk erstellt. In der tiefer gelegenen Rosenaustraße auf der Westseite ist dies nicht erforderlich.
Der Bahnhofsvorplatz Ost auf der Innenstadtseite wurde wegen der Tunnelarbeiten aufgegraben. Nun soll er spätestens im Jahr 2029 saniert und neu gestaltet werden. Geplant ist ein Granitpflaster sowie Bäume auf beiden Seiten und Sitzgelegenheiten. Der Bechteler-Brunnen soll zurückkommen. Es sind Stellplätze für Autos (im Westen) und für Fahrräder (im Osten) geplant.
Die Haltestellen für die AVV-Regionalbuslinien sollen wieder gebündelt werden. Aktuell sind sie über die ganze Innenstadt verteilt. Das Busterminal soll als langgestreckter überdachter Bahnsteig hinter dem Bahnhofsparkhaus/Bohus-Center entstehen. Wann das Terminal gebaut wird, ist ungewiss. Absprachen mit der Deutschen Bahn sind dazu noch nötig und finanziert ist der Bau ebenfalls nicht.
Der neu entstandene Bahnhofsvorplatz im Thelottviertel ist aktuell ein Provisorium und wird es offensichtlich auf Jahre hinaus auch bleiben. Bevor er fertig ist, muss das Fahrradparkhaus gebaut werden. Dessen Umsetzung liegt wegen fehlender Finanzierbarkeit auf Eis.

#### Stand der Maßnahmen
Bis zum Jahr 2014 wurde auf der Ostseite des Bahnhofs der Straßenbahntunnel von der Abfahrtsrampe in der Halderstraße unter dem Bahnhofsvorplatz bis zum Empfangsgebäude im Rohbau fertiggestellt. Im Jahr 2015 wurden die im Bereich des künftigen Straßenbahntunnels befindlichen Gebäude auf der Westseite des Bahnhofs abgerissen und weiter südlich ein neues Technikgebäude der Deutschen Bahn gebaut. Gleichzeitig wurden für den Tunnelbau von der Westseite des Bahnhofs im Bereich des Güterbahnhofs die Aushubarbeiten durchgeführt und provisorische Gleisbrücken errichtet. Am 13. Juli 2015 setzte Bundesverkehrsminister Alexander Dobrindt den symbolischen Spatenstich. Im Jahr 2016 hätten in diesem Bereich die Betonarbeiten des Tunnels erfolgen und mit der Errichtung des neuen sechsten Bahnsteigs begonnen werden sollen. Erst nachdem dieser fertiggestellt worden war, konnten schrittweise nach und nach die Bahnsteige 1 bis 5 außer Betrieb genommen werden und der Tunnelbau im Mittelteil erfolgen. Die Fertigstellung des Tunnels war für 2022 vorgesehen. Der Baubeginn des neuen sechsten Bahnsteiges hatte sich wegen fehlerhafter Ausschreibungen um ein Jahr verzögert. Seit dem 14. August 2017 ist nun die Mittelunterführung gesperrt. An ihrer Stelle entsteht bis 2023 eine neue, breitere und nach Westen durchgebundene Unterführung, darunter der neue Straßenbahntunnel. Damit einher ging im August 2017 der Baubeginn am Bahnsteig F, der am 9. Dezember 2018 in Betrieb genommen wurde. Am 25. März 2021 erfolgte termingerecht der sogenannte Tunneldurchstich, der unterirdische Durchbruch der beiden Tunnelhälften.
Ende September 2020 wurde die technische Ausrüstung ausgeschrieben. Am 16. September 2021 wurden sämtliche sechs Bahnsteige und elf Gleise in Betrieb genommen. Die Eröffnung der Fußgängerverteilerebene fand am 8. Dezember 2023 statt. Der Straßenbahntunnel, welcher sich eine Etage tiefer befindet, soll nach mehreren Verzögerungen frühestens im Dezember 2026 in Betrieb gehen.
Ab 2025 möchte DB InfraGO AG mehrere Jahre lang die Bahnsteige und Bahnsteigdächer sanieren bzw. erneuern.

## Der Bahnhof heute

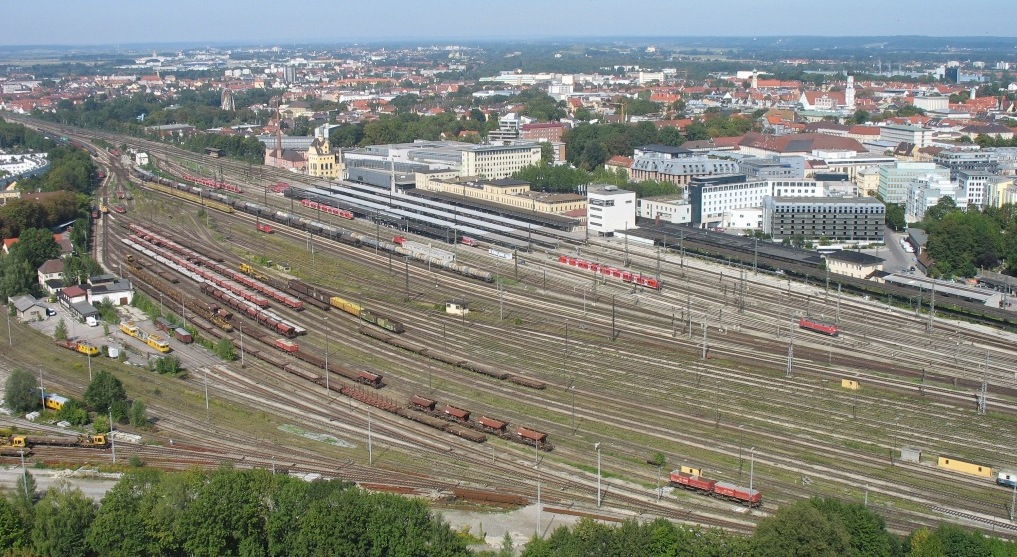
Der Hauptbahnhof im Überblick vom Hotelturm aus gesehen

Beim Augsburger Hauptbahnhof handelt es sich um einen Durchgangsbahnhof mit fünf barrierefreien Mittelbahnsteigen und elf Durchgangsgleisen sowie sechs weiteren Stumpfgleisen. Das Gleis 1 befindet sich direkt auf der Rückseite des Bahnhofgebäudes an einem eigenen Bahnsteig.
Direkt vor dem Gebäude liegt ein großer Vorplatz mit einem Brunnen, einem Parkplatz mit Taxistand und einem Busbahnhof für Regionalbusse. Auf der nördlichen Seite des Platzes befindet sich ein Einkaufszentrum, das ehemalige Fuggerstadt-Center, das inzwischen zum Einkaufscenter Helio umgebaut wurde. Im Zuge der Umbaumaßnahmen zog die Bundespolizei dorthin und gab ihr altes, 1972 errichtete Gebäude in der Nähe des Stellwerkes auf. Auf der südlichen Seite des Platzes befindet sich das abc Bohus-Center mit einer Postfiliale, mehreren Arztpraxen und dem InterCityHotel. Etwas zurückgesetzt stehen zwei Parkhäuser zur Verfügung. Östlich davon und getrennt durch die Viktoriastraße steht die Viktoriapassage, eine Einkaufspassage, daneben das Salewahaus, ein Einkaufs-, Ärzte- und Bürocenter.
Seit 2014 dominiert die Baustelle zur Untertunnelung des Hauptbahnhofs sowie die dazugehörende Baustelleneinrichtungsfläche den Bahnhofsvorplatz. In diesem Zusammenhang wurde auch der Brunnen abgebaut und der Busbahnhof verlegt. Die Rohbauarbeiten sind zwischenzeitlich abgeschlossen, so dass im Sommer 2024 der nördliche Teil des Platzes bis zur Neugestaltung vorübergehend in einen großen Parkplatz umgestaltet wurde. Der südliche Teil dient als Regionalbushaltestelle.
Westlich des Personenbahnhofes befindet sich der Güter- und ehemalige Rangierbahnhof, der heute allerdings kaum noch genutzt wird (siehe dazu Güterverkehr). Weiter im Süden, im ehemaligen inneren Ladehof, waren zahlreiche alte und zumeist leerstehende Gebäude zu finden, welche 2013 abgerissen wurden und überwiegend neu bebaut wurden (siehe dazu Zukunft). Ebenfalls direkt südlich des Empfangsgebäudes befinden sich das im Mai 1972 eingeweihte Zentralstellwerk.

## Verkehr

### Fernverkehr

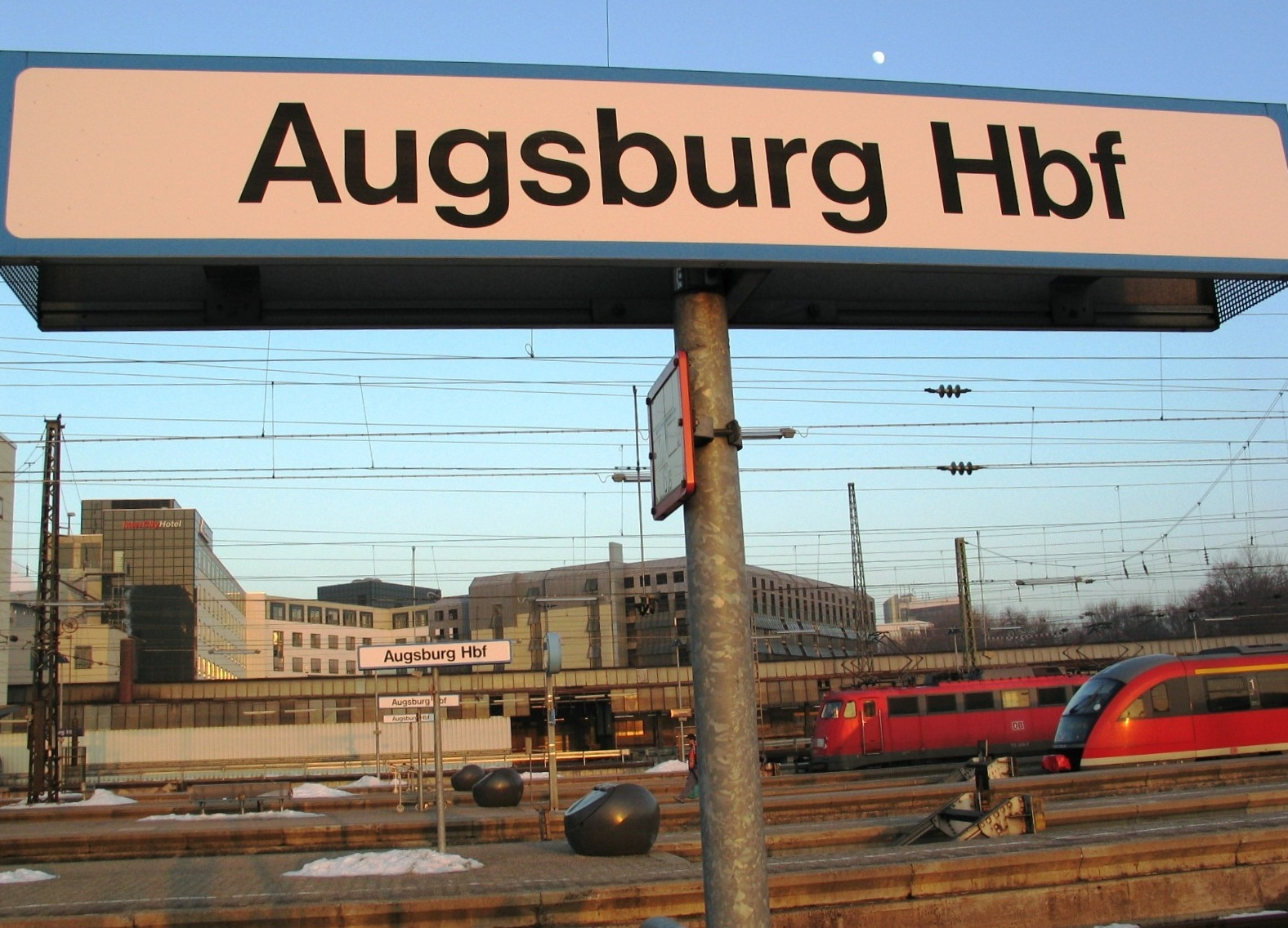
Stationsschild am Augsburger Hauptbahnhof

Neben Intercity-, Eurocity- und Nightjet-Zügen verkehren in Augsburg die Intercity-Express-Züge (ICE) aus München in Richtung Stuttgart und Nürnberg. Außerdem wird der Bahnhof zweimal täglich pro Richtung vom TGV aus bzw. in Richtung Paris bedient.
Im Zusammenhang mit der Eröffnung der Schnellfahrstrecke Nürnberg–Ingolstadt im Juni 2006 und deren vollständiger Einbindung in das deutsche ICE-Netz zum Fahrplanwechsel im Dezember 2006 wurde ein Teil der ICE-Züge – 30 von 120 bis dahin in Augsburg haltenden Fernzügen – Richtung Norden über Ingolstadt statt Augsburg geführt.
Um 2006 wurden etwa 10.000 Fahrgäste pro Tag im Fernverkehr in Augsburg gezählt. Mit 90 Fernzughalten pro Tag sei die drittgrößte Stadt Bayerns, laut Bahnangaben, gemessen an der Zahl der Fernzughalte und umsteigenden Fahrgästen, die drittbedeutendste in Bayern gewesen.
Folgende Fernverkehrslinien verkehren im Augsburger Hauptbahnhof:
| Linie     | Streckenverlauf | Streckenverlauf | Streckenverlauf | Taktfrequenz  |
| --------- | --- | --- | --- | ------------- |
| ICE 11    | Hamburg-Altona – Berlin Hbf – Leipzig – Erfurt – Fulda – Frankfurt Hbf – Mannheim – Stuttgart – Ulm – Augsburg – München                                                    | Hamburg-Altona – Berlin Hbf – Leipzig – Erfurt – Fulda – Frankfurt Hbf – Mannheim – Stuttgart – Ulm – Augsburg – München                                                    | Hamburg-Altona – Berlin Hbf – Leipzig – Erfurt – Fulda – Frankfurt Hbf – Mannheim – Stuttgart – Ulm – Augsburg – München                                                    | zweistündlich |
| ICE 11    | Wiesbaden – Mainz – Mannheim – Stuttgart – Augsburg – München | Wiesbaden – Mainz – Mannheim – Stuttgart – Augsburg – München | Wiesbaden – Mainz – Mannheim – Stuttgart – Augsburg – München | einzelner Zug |
| ICE 18    | Hamburg-Altona – Berlin Hbf – Halle – Bamberg – Erfurt – Nürnberg – Augsburg – München                                                                                      | Hamburg-Altona – Berlin Hbf – Halle – Bamberg – Erfurt – Nürnberg – Augsburg – München                                                                                      | Hamburg-Altona – Berlin Hbf – Halle – Bamberg – Erfurt – Nürnberg – Augsburg – München                                                                                      | einzelne Züge |
| ICE 28    | (Hamburg-Altona – Hamburg Hbf –) Berlin – Leipzig – Erfurt – Bamberg – Nürnberg – Augsburg – München                                                                        | (Hamburg-Altona – Hamburg Hbf –) Berlin – Leipzig – Erfurt – Bamberg – Nürnberg – Augsburg – München                                                                        | (Hamburg-Altona – Hamburg Hbf –) Berlin – Leipzig – Erfurt – Bamberg – Nürnberg – Augsburg – München                                                                        | einzelne Züge |
| ICE 42    | (Hamburg-Altona – Hamburg Hbf – Bremen – Münster –) Dortmund – Essen – Duisburg – Düsseldorf – Köln – Frankfurt Flughafen – Mannheim – Stuttgart – Ulm – Augsburg – München | (Hamburg-Altona – Hamburg Hbf – Bremen – Münster –) Dortmund – Essen – Duisburg – Düsseldorf – Köln – Frankfurt Flughafen – Mannheim – Stuttgart – Ulm – Augsburg – München | (Hamburg-Altona – Hamburg Hbf – Bremen – Münster –) Dortmund – Essen – Duisburg – Düsseldorf – Köln – Frankfurt Flughafen – Mannheim – Stuttgart – Ulm – Augsburg – München | zweistündlich |
| ICE 60    | (Basel) – Karlsruhe – Stuttgart – Ulm – Augsburg – München | (Basel) – Karlsruhe – Stuttgart – Ulm – Augsburg – München | (Basel) – Karlsruhe – Stuttgart – Ulm – Augsburg – München | zweistündlich |
| TGV 83    | München – Augsburg – Ulm – Stuttgart – Karlsruhe – Strasbourg – Paris Est                                                                                                   | München – Augsburg – Ulm – Stuttgart – Karlsruhe – Strasbourg – Paris Est                                                                                                   | München – Augsburg – Ulm – Stuttgart – Karlsruhe – Strasbourg – Paris Est                                                                                                   | ein Zugpaar   |
| IC 26     | Hamburg-Altona – Hamburg Hbf – Hannover – Göttingen – Kassel-Wilhelmshöhe – Fulda – Würzburg – Augsburg –                                                                   | Hamburg-Altona – Hamburg Hbf – Hannover – Göttingen – Kassel-Wilhelmshöhe – Fulda – Würzburg – Augsburg –                                                                   | München Hbf | ein Zugpaar   |
| IC 26     | Hamburg-Altona – Hamburg Hbf – Hannover – Göttingen – Kassel-Wilhelmshöhe – Fulda – Würzburg – Augsburg –                                                                   | Hamburg-Altona – Hamburg Hbf – Hannover – Göttingen – Kassel-Wilhelmshöhe – Fulda – Würzburg – Augsburg –                                                                   | München Ost – Berchtesgaden | ein Zugpaar   |
| IC 26     | Hamburg-Altona – Hamburg Hbf – Hannover – Göttingen – Kassel-Wilhelmshöhe – Fulda – Würzburg – Augsburg –                                                                   | Hamburg-Altona – Hamburg Hbf – Hannover – Göttingen – Kassel-Wilhelmshöhe – Fulda – Würzburg – Augsburg –                                                                   | Oberstdorf | ein Zugpaar   |
| IC 28     | Nürnberg – Augsburg – München | Nürnberg – Augsburg – München | Nürnberg – Augsburg – München | ein Zugpaar   |
| EC 32     | Dortmund / Münster – Essen – Duisburg – Düsseldorf – Köln – Bonn – Koblenz – Mainz – Mannheim – Heidelberg – Stuttgart – Ulm – Augsburg – München – Salzburg – Klagenfurt   | Dortmund / Münster – Essen – Duisburg – Düsseldorf – Köln – Bonn – Koblenz – Mainz – Mannheim – Heidelberg – Stuttgart – Ulm – Augsburg – München – Salzburg – Klagenfurt   | Dortmund / Münster – Essen – Duisburg – Düsseldorf – Köln – Bonn – Koblenz – Mainz – Mannheim – Heidelberg – Stuttgart – Ulm – Augsburg – München – Salzburg – Klagenfurt   | ein Zugpaar   |
| ICE/EC 62 | Frankfurt Hbf – Heidelberg – | Stuttgart – Ulm – Augsburg – München – Salzburg (– Klagenfurt / Graz) | Stuttgart – Ulm – Augsburg – München – Salzburg (– Klagenfurt / Graz) | vier Zugpaare |
| ICE/EC 62 | Saarbrücken – Mannheim – | Stuttgart – Ulm – Augsburg – München – Salzburg (– Klagenfurt / Graz) | Stuttgart – Ulm – Augsburg – München – Salzburg (– Klagenfurt / Graz) | vier Zugpaare |
| Westbahn  | Stuttgart – Ulm – Augsburg – München – Salzburg – Linz – Wien Westbahnhof                                                                                                   | Stuttgart – Ulm – Augsburg – München – Salzburg – Linz – Wien Westbahnhof                                                                                                   | Stuttgart – Ulm – Augsburg – München – Salzburg – Linz – Wien Westbahnhof                                                                                                   | zwei Zugpaare |

Im Sommerfahrplan 1939 bedienten regelmäßig 87 Fernzüge pro Tag den Hauptbahnhof. Vom 17. Juni 2021 bis zum Fahrplanwechsel im Dezember 2021 bediente zudem das Flixtrain-Zugpaar FLX 35N von München nach Leipzig und zurück den Augsburger Hauptbahnhof.

#### Nachtverkehr
Mit dem Fahrplanwechsel im Dezember 2022 startet bzw. endet die Nachtzuglinie München – Venedig bereits in Stuttgart und führt im Allgemeinen Kurswagen nach Zagreb, Rijeka und Budapest. Seither profitiert der Bahnhof Augsburg neben dem bereits bestehendem Nachtzughalt von Innsbruck nach Hamburg bzw. Amsterdam über ein zweites Nachtzugangebot.
| Nummer | Zugname | Zuglauf                                                                                       | Zuglauf                                                                                          | Betreiber    |
| --- | ------- | --------------------------------------------------------------------------------------------- | ------------------------------------------------------------------------------------------------ | ------------ |
| NJ 420 NJ 421 |         | Nightjet Innsbruck – Jenbach – Wörgl – Kufstein – Rosenheim – München – Augsburg – Nürnberg – | Frankfurt – Mainz – Koblenz – Bonn – Köln – Düsseldorf – Duisburg – Arnhem – Utrecht – Amsterdam | ÖBB Nightjet |
| NJ 40420 NJ 40491 |         | Nightjet Innsbruck – Jenbach – Wörgl – Kufstein – Rosenheim – München – Augsburg – Nürnberg – | Würzburg – Göttingen – Hannover – Hamburg-Harburg – Hamburg – Hamburg-Dammtor – Hamburg-Altona   | ÖBB Nightjet |
| Diese täglichen Zugteile werden in Nürnberg zusammengeführt bzw. getrennt und verkehren getrennt bzw. zusammen weiter. |         |                                                                                               |                                                                                                  |              |

| Nummer                                                                                                  | Zugname         | Zuglauf                                | Zuglauf                                | Zuglauf                                | Zuglauf                                       | Betreiber    |
| --- | --------------- | -------------------------------------- | -------------------------------------- | -------------------------------------- | --------------------------------------------- | ------------ |
| EN 50462 EN 50237                                                                                       | Kálmán Imre     | Budapest-Keleti – Győr – Wien – Linz – | Budapest-Keleti – Győr – Wien – Linz – | Budapest-Keleti – Győr – Wien – Linz – | Salzburg – München Ost – Augsburg – Stuttgart | MÁV          |
| NJ 236 NJ 237                                                                                           |                 | Venedig –                              | Venedig –                              | Villach –                              | Salzburg – München Ost – Augsburg – Stuttgart | ÖBB Nightjet |
| EN 480 EN 60237                                                                                         | Opatija         | Rijeka –                               | Ljubljana –                            | Villach –                              | Salzburg – München Ost – Augsburg – Stuttgart | HŽPP         |
| EN 414 EN 40237                                                                                         | Lisinski / Sava | Zagreb –                               | Ljubljana –                            | Villach –                              | Salzburg – München Ost – Augsburg – Stuttgart | HŽPP         |
| Diese täglichen Zugteile werden in Österreich zusammengeführt und verkehren bis/ab Stuttgart vereinigt. |                 |                                        |                                        |                                        |                                               |              |

Der Alpen-Sylt-Nachtexpress wurde im Jahr 2022 vorzeitig eingestellt.
| Linie | Streckenverlauf | Streckenverlauf | Streckenverlauf | Taktfrequenz                    |
| ----- | --- | --- | --- | ------------------------------- |
| NEX   | Alpen-Sylt-Nachtexpress: Westerland (Sylt) – Husum – Hamburg – Frankfurt (Main) Süd – Würzburg – Nürnberg – Augsburg – München – Salzburg | Alpen-Sylt-Nachtexpress: Westerland (Sylt) – Husum – Hamburg – Frankfurt (Main) Süd – Würzburg – Nürnberg – Augsburg – München – Salzburg | Alpen-Sylt-Nachtexpress: Westerland (Sylt) – Husum – Hamburg – Frankfurt (Main) Süd – Würzburg – Nürnberg – Augsburg – München – Salzburg | ein Zugpaar zweimal wöchentlich |

### Regionalverkehr
Vom Augsburger Hauptbahnhof aus verkehren Regionalexpress- bzw. Regionalbahn-Züge nach Bad Wörishofen, Donauwörth, Füssen, Kempten (Allgäu), Memmingen, Ingolstadt, Landsberg, Lindau, München, Nürnberg, Oberstdorf, Schongau, Treuchtlingen, Ulm und Weilheim. Vor allem auf der Strecke nach München kommt es durch den starken Pendlerverkehr regelmäßig zu überfüllten Zügen, weshalb hier bis zum Fahrplanwechsel am 13. Dezember 2009 Züge mit Doppelstockwagen eingesetzt wurden, die fast 1.000 Passagiere befördern können. Anschließend bewältigten die Elektrotriebwagen der Baureihe 440 den ausgeweiteten Regionalverkehr zwischen Augsburg und München. Ab Dezember 2008 löste auf der Ammerseebahn zwischen Augsburg und Weilheim die Bayerische Regiobahn die DB Regio ab; ab Dezember 2009 übernahm die Bayerische Regiobahn auch den Betrieb auf der Paartalbahn zwischen Augsburg Hbf und Ingolstadt Hbf. Seit Dezember 2018 betreibt die Bayerische Regiobahn die Regionalbahnen auf dem sogenannten Ostallgäunetz zwischen Augsburg Hbf und Buchloe bzw. Füssen sowie auf den Strecken Bobingen–Kaufering und Kaufering–Landsberg am Lech. Seit Dezember 2022 übernimmt das Eisenbahnverkehrsunternehmen Arverio (früher: Go-Ahead) das 'E-Netz Augsburg'. (Flügelkonzept München – Augsburg – Ulm/Augsburg – Treuchtlingen). Zusätzlich verkehrt die frühere RB 80 (Würzburg – Ansbach – Treuchtlingen) als RE 80 mit jedem zweiten Kurs über Augsburg nach München. Der DB Regio Bayern verblieben die Verkehre über Treuchtlingen nach Nürnberg (Ringzug West) und ins Allgäu über Kempten nach Lindau und Oberstdorf sowie nach Memmingen.
| Linie       | Verlauf | Frequenz                                                                                    |
| ----------- | --- | ------------------------------------------------------------------------------------------- |
| RE7 · RE17  | (Nürnberg) – Augsburg – Buchloe – Kaufbeuren – Kempten (Allgäu) – Immenstadt (Flügelung) – – Lindau-Reutin (RE 7) / – Oberstdorf (RE 17) | zweistündlich, Nürnberg–Augsburg zwei Zugpaare                                              |
| RE9         | (München – Mering –) Augsburg – Ulm | Ulm–Augsburg stündlich Augsburg–München zweistündlich                                       |
| RE16        | Augsburg – Donauwörth – Treuchtlingen – Nürnberg                                                                                         | zweistündlich                                                                               |
| RE71 · RE73 | Augsburg – Buchloe – Türkheim (Bay) (Flügelung) – – Mindelheim – Memmingen (RE 71) / – Bad Wörishofen (RE 73)                            | zweistündlich                                                                               |
| RE79        | Augsburg – Bobingen – Schwabmünchen – Buchloe – Kaufbeuren – Kempten (Allgäu)                                                            | Mo–Fr stündlich (einzelne Züge erst ab Buchloe), Sa+So zweistündlich (stündlich ab Buchloe) |
| RE 80       | München – Mering – Augsburg – Donauwörth (Flügelung) – – Aalen (RE 89) / – Treuchtlingen – Würzburg (RE 80)                              | zweistündlich                                                                               |
| RB13        | Augsburg – Friedberg (b Augsburg) | Mo–Fr viertelstündlich, Sa halbstündlich, So stündlich                                      |
| RB13        | (...) – Aichach | Mo–Sa halbstündlich, So stündlich                                                           |
| RB13        | (...) – Schrobenhausen – Ingolstadt | stündlich                                                                                   |
| RB67        | Augsburg-Oberhausen – Augsburg – Mering – Geltendorf – Weilheim (einzelne Züge: – Schongau)                                              | stündlich                                                                                   |
| RB67        | (Augsburg-Oberhausen –) Augsburg – Mering (– Geltendorf)                                                                                 | stündlich in der Hauptverkehrszeit                                                          |
| RB69        | Augsburg – Bobingen – Kaufering – (einzelne Züge: – Landsberg (Lech))                                                                    | stündlich, halbstündlich in der Hauptverkehrszeit                                           |
| RB77        | Augsburg – Bobingen (– Schwabmünchen) | Mo–Fr halbstündlich in der Hauptverkehrszeit (einzelne Züge nach Schwabmünchen)             |
| RB77        | Augsburg – Bobingen – Schwabmünchen – Buchloe – Kaufbeuren – Marktoberdorf – Füssen                                                      | stündlich, Verstärkerfahrten in der Hauptverkehrszeit                                       |
| RB83        | Augsburg – Gessertshausen | einzelne Züge                                                                               |
| RB86 · RB87 | München – Mering – Augsburg (Flügelung) – – Dinkelscherben (RB 86) / – Donauwörth (RB 87)                                                | stündlich (RB 86 nur Mo–Sa)                                                                 |
| RB87        | Augsburg – Meitingen (– Donauwörth – Nördlingen)                                                                                         | Mo–Fr stündlich (einzelne Züge in der Hauptverkehrszeit nach Donauwörth/Nördlingen)         |

(Stand Dezember 2023)

### Bus- und Straßenbahnverkehr

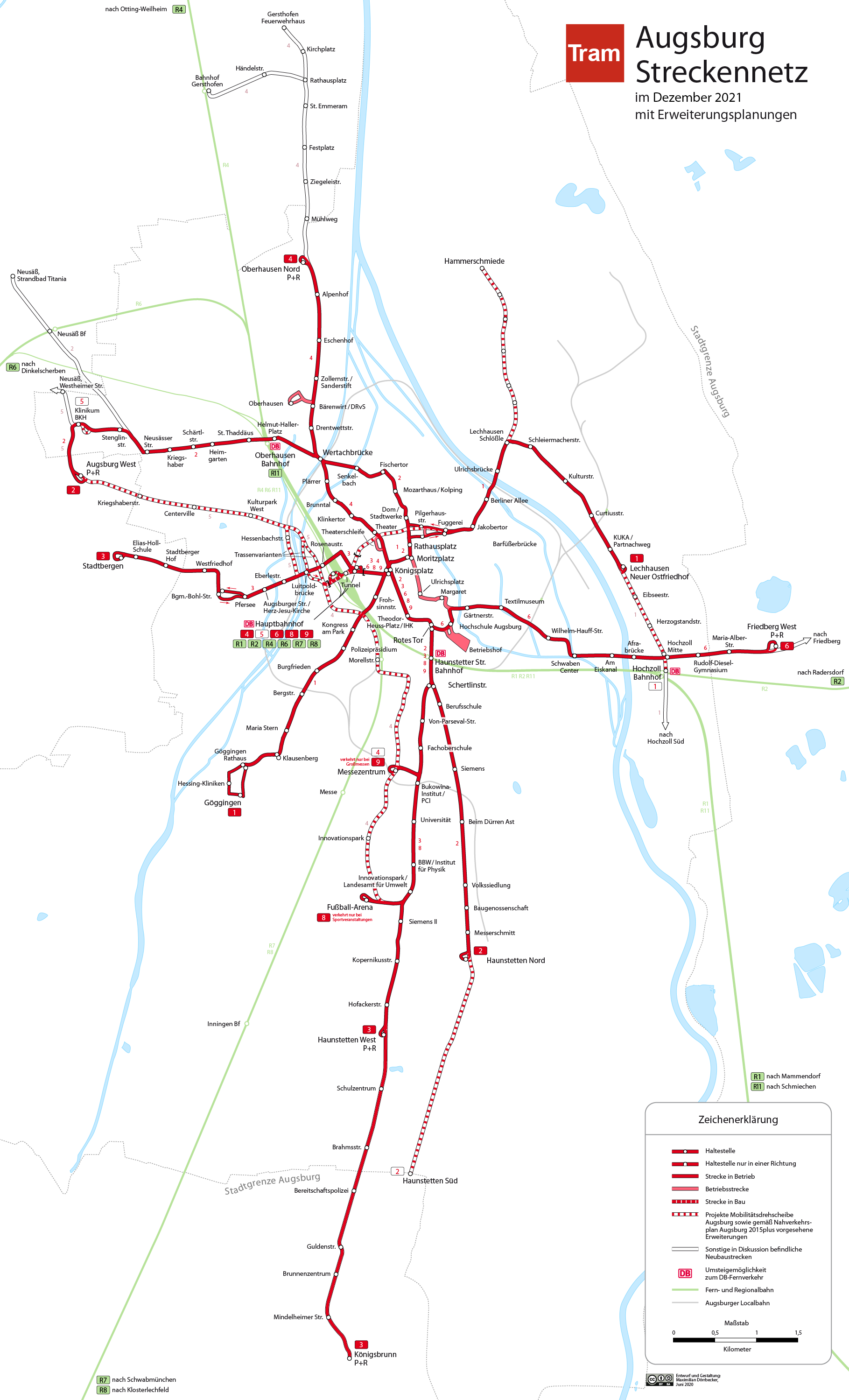
Augsburger Straßenbahnnetz

| Linie   | Strecke | Takt Mo–Fr | Takt Sa | Takt So/NVZ |
| ------- | --- | ---------- | ------- | ----------- |
| Linie 3 | Hauptbahnhof – Königsplatz – Rotes Tor – Haunstetter Str. Bf. – Fachoberschule – Universität – Inninger Straße P+R                                                                             | 7,5        | 10      | 15          |
| Linie 3 | (...) – Haunstetten Südwest – Brahmsstraße – Königsbrunn Zentrum | 15         | 20      | 15          |
| Linie 4 | Hauptbahnhof – Königsplatz – Staatstheater – Plärrer P+R – Wertachbrücke – Oberhausen Nord P+R                                                                                                 | 7,5        | 10      | 15          |
| Linie 6 | Stadtbergen – Westfriedhof – Pfersee – Rosenaustraße – Hauptbahnhof – Königsplatz – Rotes Tor – Hochschule – Textilmuseum – Schwaben Center – Afrabrücke – Hochzoll Mitte – Friedberg West P+R | 7,5        | 10      | 15          |

| Linie | Strecke | Takt Mo–Fr | Takt Sa | Takt So |
| ----- | --- | ---------- | ------- | ------- |
| 22    | Hauptbahnhof – Königsplatz – City-Galerie – Jakobertor – Firnhaberau                                                    | 15         | 20      | -       |
| 23    | Königsplatz – Hauptbahnhof – Staatstheater – Fuggerei – Jakobertor – Lechhausen Schlößle – Hammerschmiede – Firnhaberau | 15         | 20      | -       |
| 32    | Uniklinik BKH – Dayton-Ring – Rosenaustraße – Hauptbahnhof – Königsplatz – Hochschule – Localbahn – Zoo/Bot. Garten     | 15         | 20      | 15      |
| 43    | Diakonissenhaus – Hauptbahnhof – Königsplatz – Bismarckbrücke – Seniorenzentrum Servatius                               | 60         | 60      | 60      |
| 44    | Hauptbahnhof – Königsplatz – Staatstheater – Vincentinum – Hammerschmiede                                               | 15         | 20      | -       |

| Linie | Strecke |
| ----- | --- |
| 210   | Hauptbahnhof – Stätzling – Wulfertshausen – Friedberg |
| 211   | Hauptbahnhof – Stätzling – Wulfertshausen – Haberskirch – Derching                                                                                                 |
| 212   | Hauptbahnhof – Derching |
| 225   | Hauptbahnhof – Mühlhausen – Aulzhausen – Affing – Haunswies – Igenhausen – Schönbach – Hollenbach – Motzenhofen – Inchenhofen – Sainbach – Mainbach                |
| 305   | Hauptbahnhof – Mühlhausen – Anwalting – Rehling – Todtenweis – Aindling                                                                                            |
| 506   | Hauptbahnhof – Steppach – Biburg – Horgau – Auerbach – Zusmarshausen/Gabelbach – Wörleschwang – Unterschöneberg – Neumünster – Baiershofen                         |
| 506e  | Hauptbahnhof – Steppach – Biburg – Horgau – Auerbach – Zusmarshausen                                                                                               |
| 600   | Hauptbahnhof – Steppach – Diedorf – Gessertshausen – Wollishausen – Maingründel – Reitenbuch – Ustersbach – Ried – Breitenbronn – Holzara / Thannhausen – Krumbach |
| 601   | Hauptbahnhof – Steppach – Lettenbach – Diedorf – Anhausen – Oggenhof (– Gessertshausen)                                                                            |
| 700   | Hauptbahnhof – Göggingen – Inningen – Bobingen – Wehringen – Großaitingen – Mittelstetten – Schwabmünchen                                                          |

Die meisten Regionalbuslinien enden und beginnen während des Umbaus am Staatstheater.
| Linie | Strecke | Verkehrstage          | Fahrten pro Nacht |
| ----- | --- | --------------------- | ----------------- |
| 91    | Steppach – Kriegshaber – Königsplatz – Hauptbahnhof – Pfersee – Leitershofen – Stadtbergen – Deuringen – Steppach                                                                                   | Fr, Sa, So, Feiertage | 4                 |
| 93    | Hochzoll Süd – Afrabrücke – Schwaben Center West – Hochschule – Rotes Tor – Königsplatz – Hauptbahnhof – Staatstheater – Fuggerei – Jakobertor – Lechhausen Schlößle – Hammerschmiede – Firnhaberau | Fr, Sa, So, Feiertage | 4                 |
| 95    | Hauptbahnhof – Königsplatz – Oberhausen Nord P+R – Gersthofen – Langweid – Biberbach – Erlingen – Herbertshofen – Meitingen                                                                         | Sa, So                | 3                 |
| 596   | Hauptbahnhof – Diedorf – Horgau – Zusmarshausen – Dinkelscherben | Sa, So                | 2                 |
| 694   | Hauptbahnhof – Anhausen – Gessertshausen – Ustersbach – Fischach – Langenneufnach – Walkertshofen – Mickhausen – Tronetshofen – Siegertshofen                                                       | Sa, So                | 2                 |

### Güterverkehr

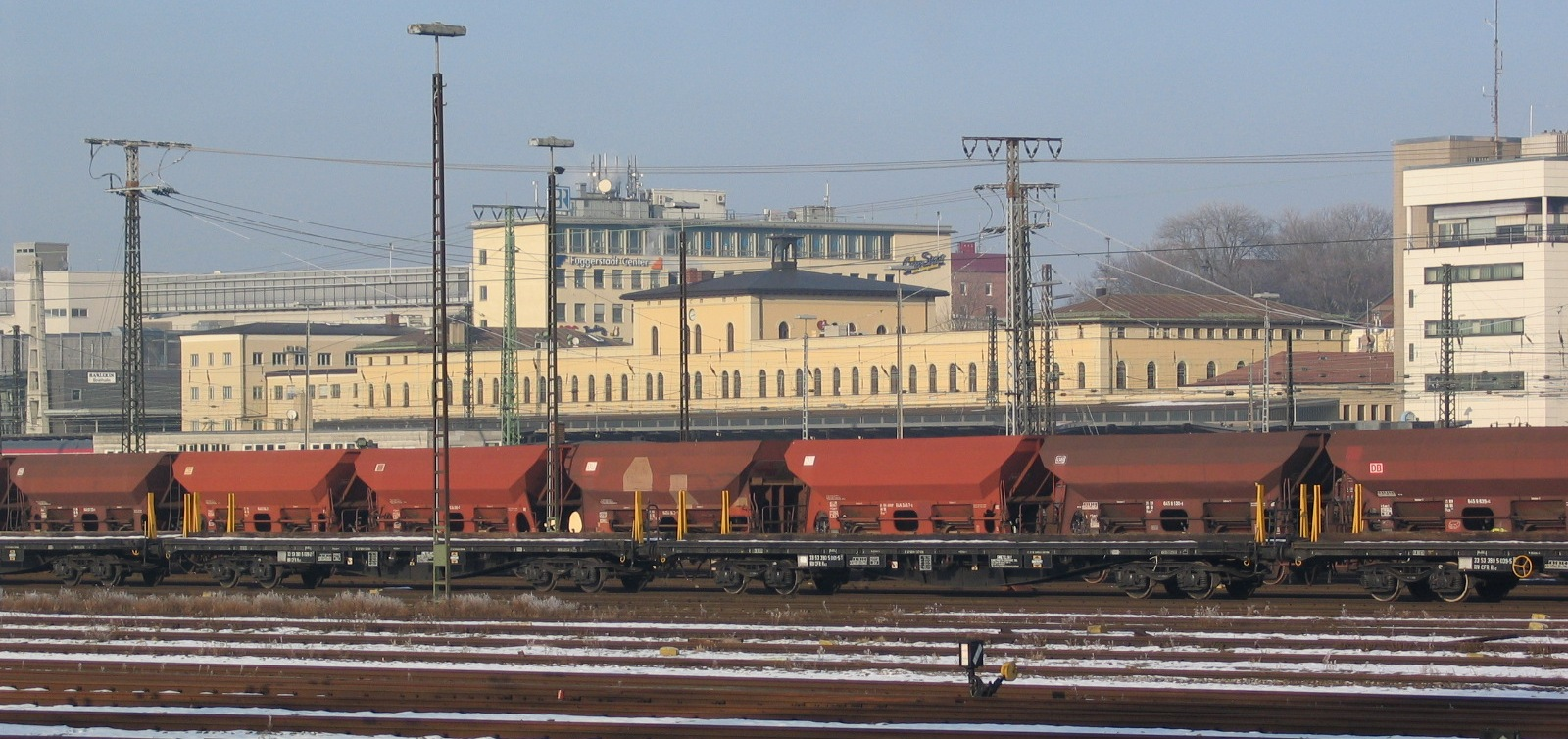
Der Hauptbahnhof von Westen aus: Im Vordergrund der Rangierbahnhof, rechts neben dem alten Gebäude das Stellwerk

Westlich des Personenbahnhofs befindet sich der zu weiten Teilen zurückgebaute Rangierbahnhof von Augsburg, der sich in drei Bereiche gliedert. Der Rangierbahnhof Süd beginnt am Bahnhof Morellstraße und erstreckt sich bis hin zum Ablaufberg. Der mittlere Teil besteht aus der Gleisharfe und den östlichen Stich- und Ladegleisen. Daran schließt sich der Rangierbahnhof Nord an, der die Gleise wieder auf die Hauptstrecke zurückführt.
Der Rangierbahnhof dient heute nur mehr zur Bedienung des örtlichen Güterverkehrs (zusammen mit der Augsburger Localbahn) oder als Abstellanlage für Wagen und Lokomotiven. Des Weiteren wurden auch Gleisbaufahrzeuge dort stationiert. Die Stich- und Ladegleise südöstlich vom Hauptbahnhof/Morellstraße und Haunstetterstraße sind zum Teil so zurückgebaut worden, dass sich eine Durchfahrt von Güterzügen auf circa alle drei Stunden begrenzt hat. Grund dieses enormen Güterwagenverkehrsrückganges ist die Verlagerung der Wagenumstellungen nach Nürnberg Rbf und München Nord Rbf.
Für erhebliche Kritik sorgte die Aussage des Chefs der DB Netz Augsburg, Axel Boss, den Güterverkehr zukünftig mit einer Geschwindigkeit von bis zu 80 km/h durch die zentral im Bahnhof gelegenen Gleise 5 und 7 zu führen. Kritiker dieser Maßnahme favorisieren weiterhin eine Verlegung des Güterverkehrs auf die Gleisharfe westlich der Personenbahnsteige, vor allem weil in naher Zukunft mit einem gesteigerten Güterverkehrsaufkommen von bis zu zwölf Güterzügen pro Stunde zu rechnen ist, wodurch der Aufenthaltskomfort am Bahnhof erheblich eingeschränkt wird und Lärmschutzmaßnahmen zum Schutz wartender Passagiere am Bahnsteig nicht geplant sind.
Als problematisch wird diese Lösung auch deshalb gesehen, weil die anstehende Sanierung der Bahnsteige sowie die Erweiterung des Bahnhofs um den sechsten Bahnsteig F aus Fördergeldern für den regionalen Personennahverkehr unterstützt werden. Kritiker werfen der Bahn deshalb vor, das eine Erweiterung des Bahnhofs unnötig wäre, wenn die Gleise 5 und 7 weiterhin für den Personenverkehr nutzbar wären und somit eine Subventionierung des Güterverkehrs auf Kosten des regionalen Personennahverkehrs erfolgt.

## Zukunft

### Digitalisierung
Der Raum Augsburg soll im Zuge des „Starterpakets“ der Digitalen Schiene Deutschland, als Teil des TEN-Kernnetzkorridors Skandinavien–Mittelmeer, bis 2030 mit Digitalen Stellwerken und ETCS ausgerüstet werden.

### Bahnprojekt Ulm–Augsburg
Im Zuge des Bahnprojekts Ulm–Augsburg soll zwischen Augsburg Hauptbahnhof und Neu-Ulm eine zweigleisige Neu- und Ausbaustrecke entstehen. Im Oktober 2020 wurden dazu vier Varianten vorgelegt.

### Straßenbahntunnel
Unter dem Hauptbahnhof wird ein Straßenbahntunnel mit Haltestellen gebaut, der frühestens 2026 in Betrieb genommen werden soll.

### Projekt Linie 5
Frühestens 2030 soll vom Hauptbahnhof zum neuen Universitätsklinikum eine neue Straßenbahnlinie über die Bgm.-Ackermannstraße fahren, die die Buslinie 32 im Augsburger Westen erheblich entlasten soll.
2020 wurden für den Abschnitt bis zur Bgm.-Ackermannbrücke die Genehmigungsunterlagen bei der Regierung von Schwaben eingereicht.